# Sóc bay Palawan
Sóc bay Palawan, tên khoa học Hylopetes nigripes, là một loài động vật có vú trong họ Sóc, bộ Gặm nhấm. Loài này được Thomas mô tả năm 1893. Chúng là loài đặc hữu của Philippin.